# Duets (Sting)
Duets è una raccolta contenenti vari duetti del cantante britannico Sting con vari artisti internazionali. 
L'album contiene duetti già editi, con l'aggiunta del nuovo singolo September in duetto con Zucchero Fornaciari.

## Tracce
1. Little Something (feat. Melody Gardot) – 2:42
2. It's Probably Me (feat. Eric Clapton) – 5:02
3. Stolen Car (feat. Mylène Farmer) – 3:22
4. Desert Rose (feat. Cheb Mami) – 4:47
5. Rise & Fall (feat. Craig David) – 4:46
6. Whenever I Say Your Name (feat. Mary J. Blige) – 5:24
7. Don't Make Me Wait (feat. Shaggy) – 3:35
8. Reste (feat. Gims) – 3:49
9. We'll Be Together (feat. Annie Lennox) – 3:53
10. L'Amour C'Est Comme Un Jour (feat. Charles Aznavour) – 4:08
11. My Funny Valentine (feat. Herbie Hancock) – 4:53
12. Fragile (feat. Julio Iglesias) – 4:25
13. Mama (feat. Gashi) – 3:19
14. September (feat. Zucchero Fornaciari) – 3:28
15. Practical Arrangement (feat. Jo Lawry) – 4:35
16. None Of Us Are Free (feat. Sam Moore) – 4:04
17. In The Wee Small Hours Of The Morning (feat. Chris Botti) – 4:28

Traccia bonus nell'edizione speciale francese e nell'edizione giapponese
1. Englishman/African in New York (feat. Shirazee) – 3:30

DVD bonus presente nell'edizione giapponese
1. Track By Track with Sting – 28:10
2. September (feat. Zucchero Fornaciari) (Video) – 3:29
3. Englishman/African in New York (feat. Shirazee) (Video) – 3:41

## Classifiche

### Classifiche settimanali
| Classifica (2021) | Posizione massima |
| ----------------- | ----------------- |
| Austria           | 5                 |
| Belgio (Fiandre)  | 17                |
| Belgio (Vallonia) | 7                 |
| Croazia           | 4                 |
| Francia           | 5                 |
| Germania          | 2                 |
| Italia            | 16                |
| Paesi Bassi       | 9                 |
| Polonia           | 2                 |
| Portogallo        | 2                 |
| Regno Unito       | 17                |
| Repubblica Ceca   | 4                 |
| Spagna            | 29                |
| Svizzera          | 7                 |
| Ungheria          | 20                |

### Classifiche di fine anno
| Classifica (2021) | Posizione |
| ----------------- | --------- |
| Belgio (Vallonia) | 147       |
| Portogallo        | 93        |